# Didymoglossum lehmannii
Didymoglossum lehmannii là một loài thực vật có mạch trong họ Hymenophyllaceae. Loài này được (Hieron.) Copel. miêu tả khoa học đầu tiên năm 1941.